# WrestleMania XL
Cet article concerne la 40ème édition du pay-per-view WrestleMania. Pour toutes les autres éditions, voir WWE WrestleMania.
La 40e édition de WrestleMania est un Premium Live Event de catch (lutte professionnelle) produit par la World Wrestling Entertainment (WWE), une fédération de catch américaine qui est télédiffusée et visible en paiement à la séance et sur le WWE Network, ainsi que gratuitement sur la chaîne de télévision française AB1. L'événement a eu lieu les 6 avril et 7 avril 2024 au Lincoln Financial Field à Philadelphie (Pennsylvanie). Il s'agit de la 40e édition de WrestleMania, qui fait partie avec le Royal Rumble, SummerSlam et les Survivor Series du « Big Four » à savoir « les Quatre Grands », les quatre plus grands événements que produit la compagnie chaque année.

## Production
Le 27 juillet 2022, la WWE annonce la 40e édition de WrestleMania, qui se tiendra au Lincoln Financial Field à Philadelphie (Pennsylvanie) les 6 et 7 avril 2024.
Le logo a été révélé, lors d'un Kickoff d'Extreme Rules, incorporant le logo de la Liberty Bell et les couleurs des Eagles de Philadelphie, intègrant ainsi un chiffre 40 en romain depuis WrestleMania XXX en 2014, stylisant ainsi officiellement le nom WrestleMania XL,.
Le 18 août 2023, les billets pour WrestleMania XL ont été mis en vente avec plus 90 000 billets, établisant le record de la WWE, celui-lui de WrestleMania 39,.
Depuis janvier 2023, des spéculations ont circulé selon lesquelles la WWE aurait été mise en vente. Quelques heures avant le début de la deuxième nuit de WrestleMania 39, CNBC a rapporté via plusieurs sources qu'un accord entre la WWE et Endeavor, la société mère d'Ultimate Fighting Championship (UFC) via Zuffa, était imminent. L'accord impliquait une fusion de la WWE avec l'UFC en une nouvelle société cotée en bourse, avec Endeavour détenant une participation de 51 %,. La vente a été confirmée le lendemain, le 3 avril 2023, et a été finalisée le 12 septembre 2023, la WWE fusionnant avec l'UFC pour devenir des divisions de TKO Group Holding. WrestleMania XL sera à son tour le premier WrestleMania organisé dans lequel la WWE n'était pas détenue et contrôlée par la famille McMahon, et le premier WrestleMania sous TKO.

## Contexte
Les spectacles de la World Wrestling Entertainment (WWE) sont constitués de matchs aux résultats prédéterminés par les scénaristes de la WWE. Ces rencontres sont justifiées par des storylines – une rivalité avec un catcheur, la plupart du temps – ou par des qualifications survenues dans les shows de la WWE telles que Raw et SmackDown. Tous les catcheurs possèdent une gimmick, c'est-à-dire qu'ils incarnent un personnage gentil (Face) ou méchant (Heel), qui évolue au fil des rencontres. Un événement comme WrestleMania est donc un événement tournant pour les différentes storylines en cours,.

### Roman Reigns (c) contre Cody Rhodes
Le 28 janvier 2023 au Royal Rumble, Cody Rhodes a fait son retour de blessure après 7 mois d'absence, à la suite d'une déchirure du muscle pectoral, et remporté son premier 30-Men Royal Rumble match.
Le 2 avril à WrestleMania 39, Roman Reigns a conservé son titre Universel incontesté de la WWE en le battant, avec l'aide des interventions extérieures des Usos, de Solo Sikoa et Paul Heyman.
Le 27 janvier 2024 au Royal Rumble, The American Nightmare remporte, pour la seconde année consécutive, le 30-Men Royal Rumble match et devient le quatrième catcheur à gagner deux années de suite cette stipulation (après Hulk Hogan en 1990-1991, Shawn Michaels en 1995-1996 et Stone Cold Steve Austin en 1997-1998). Après le match, il montre Roman Reigns du doigt et signifie clairement son intention de prendre sa revanche sur le Samoan au PLE. Le 8 février lors de la conférence de presse Kickoff du PLE, il confirme sa décision et choisit officiellement The Tribal Chief comme adversaire.

### IYO SKY (c) contre Bayley
Le 27 janvier 2024 au Royal Rumble, Bayley remporte le 30-Women Royal Rumble match. Le 2 février à SmackDown, elle effectue un Face Turn, car Asuka, Kairi Sane et IYO SKY se retournent contre elle. En raison de la trahison des trois Japonaises, elle choisit officiellement son ancienne partenaire comme adversaire.

### Seth "Freakin" Rollins (c) contre Drew McIntyre
Le 8 février lors de la conférence de presse Kickoff du PLE, le vainqueur du Royal Rumble masculin, Cody Rhodes, a confirmé sa décision et choisi officiellement Roman Reigns comme adversaire. Le lendemain à SmackDown, les GM des shows rouge et bleu, Adam Pearce et Nick Aldis, annoncent un Men's Elimination Chamber match afin de déterminer le nouvel adversaire de Seth "Freakin" Rollins sur la plus grande scène du monde. Le 24 février à Elimination Chamber, Drew McIntyre remporte la stipulation et devient aspirant no 1 au titre mondial poids-lourds de la WWE au PLE. Il s'agit d'ailleurs du troisième affrontement entre les deux catcheurs pour la ceinture, après Crown Jewel et Raw Day 1.

### Rhea Ripley (c) contre Becky Lynch
Le 2 février à SmackDown, la gagnante du Royal Rumble féminin, Bayley, choisit officiellement IYO SKY comme adversaire. Trois soirs plus tard à Raw, le GM du show rouge, Adam Pearce, annonce un Women's Elimination Chamber match pour déterminer la nouvelle adversaire de Rhea Ripley sur la plus grande scène du monde. Le 24 février à Elimination Chamber, Becky Lynch remporte la stipulation pour sa première participation et devient aspirante no 1 au titre mondial féminin de la WWE. À la fin de la soirée, l'Australienne conserve son titre en battant Nia Jax.

### Gunther (c) contre Sami Zayn
Le 4 mars à Raw, Adam Pearce, le GM du show rouge, annonce l'organisation d'un Gauntlet match pour la semaine prochaine, dans lequel six catcheurs vont s'affronter afin de déterminer le nouvel adversaire de Gunther sur la plus grande scène du monde : Bronson Reed, Chad Gable, JD McDonagh, Ricochet, Sami Zayn et Shinsuke Nakamura. La semaine suivante à Raw, Sami Zayn remporte la stipulation en battant en dernier Chad Gable et devient aspirant no 1 au titre Intercontinental de la WWE au PLE.

### LA Knight contre AJ Styles
Le 15 décembre 2023 à SmackDown, AJ Styles fait son retour de blessure après 2 mois et demi d'absence, vient en aide à Randy Orton et LA Knight, tous deux attaqués par le trio de la Bloodline, mais effectue un Tweener Turn, car il attaque le second.
Le 27 janvier au Royal Rumble, les trois catcheurs ne remportent pas le titre Universel incontesté de la WWE, battu par Roman Reigns dans un Fatal 4-Way match. Le 9 février à SmackDown, The Phenomenal ne se qualifie pas pour le Men's Elimination Chamber match au PLE du même nom, battu par Drew McIntyre à cause d'une distraction de LA Knight. Trois soirs plus tard à Raw, ce dernier se qualifie pour la stipulation en battant Bronson Reed. Le 24 février à Elimination Chamber, LA Knight ne remporte pas le match, car AJ Styles intervient dans la rencontre, effectue un Heel Turn, car il agresse le premier avec une chaise et provoque son élimination. Le 15 mars à SmackDown, The Megastar défie son agresseur pour un match au PLE, accepté par celui-ci.

### Jey Uso contre Jimmy Uso
Le 1er juillet à Money in the Bank, les Usos ont battu Roman Reigns et Solo Sikoa dans un Bloodline Civil War Tag Team match et fait subir à leur cousin sa première défaite après 3 ans et demi d'invincibilité. Le 5 août à SummerSlam, Jey Uso (ancien membre de la Bloodline) ne remporte pas le titre Universel incontesté de la WWE, battu par Roman Reigns dans un Tribal Combat match. Pendant le combat, son propre frère jumeau, Jimmy Uso, intervient dans le match et effectue un Heel Turn, car il lui porte un Superkick. Six soirs plus tard à SmackDown, après avoir porté un Superkick sur son ex-Tribal Chief et son frère aîné, il annonce quitter la Bloodline, le show bleu et la compagnie, ce qui provoque la séparation du duo fraternel. Le 2 septembre à Payback, Cody Rhodes, invité du Grayson Waller Effect de Grayson Waller, le présente comme nouveau membre du roster de Raw.
Le 27 janvier au Royal Rumble, les frères jumeaux s'affrontent pour la première fois au Men's Royal Rumble match, mais ne remportent pas la stipulation, gagnée par The American Nightmare. Le 11 mars à Raw, agacé par les agissements de son frère aîné à son égard ces dernières semaines, Jey Uso défie ce dernier dans un match au PLE. Quatre soirs plus tard à SmackDown, Jimmy Uso répond favorablement à son défi. Il s'agit de la troisième confrontation fraternelle sur la plus grande scène du monde, après Owen Hart contre Bret Hart à WrestleMania X et Matt Hardy contre Jeff Hardy à WrestleMania 25.

### Logan Paul (c) contre Kevin Owens contre Randy Orton
Le 27 janvier au Royal Rumble, Logan Paul a conservé son titre des États-Unis en battant Kevin Owens par disqualification. Pendant le combat, le premier a tenté d'utiliser un poing américain, mais le second l'a retourné contre lui-même. Le 24 février à Elimination Chamber, les deux catcheurs, ainsi que Randy Orton s'affrontent dans le Men's Elimination Chamber match. Ce dernier élimine ses deux adversaires avec un RKO, mais Logan Paul revient porter un coup de poing américain au Legend Killer pour donner la victoire à Drew McIntyre. Le 15 mars à SmackDown, Nick Aldis, le GM du show bleu, annonce officiellement que le champion des États-Unis de la WWE va défendre sa ceinture contre le Québécois et The Viper dans un Triple Threat match sur la plus grande scène du monde.

## Tableaux des matchs

### 6 avril
| Ordre par numéros                                                                         | Résultat | Stipulation(s) | Temps |
| ----------------------------------------------------------------------------------------- | --- | --- | ----- |
| 1                                                                                         | Rhea Ripley (c) bat Becky Lynch | Match simple pour le WWE Women's World Championship | 17:05 |
| 2                                                                                         | Awesome Truth (The Miz et R-Truth) et A-Town Down Under (Austin Theory et Grayson Waller) battent The Judgment Day (Damian Priest et Finn Bálor) (c), #DIY (Johnny Gargano et Tommaso Ciampa), The New Day (Kofi Kingston et Xavier Woods) et New Catch Republic (Pete Dunne et Tyler Bate) | 6-Pack Tag Team Ladder match pour les Undisputed WWE Tag Team Championship | 17:20 |
| 3                                                                                         | Rey Mysterio et Andrade (avec Carlito, Cruz Del Toro, Joaquin Wilde et Zelina Vega) battent "Dirty" Dominik Mysterio et Santos Escobar (avec Angel, Berto et Elektra Lopez), | Tag Team match | 10:55 |
| 4                                                                                         | Jey Uso bat Jimmy Uso | Match simple | 11:15 |
| 5                                                                                         | Bianca Belair, Naomi et Jade Cargill battent Damage CTRL (Dakota Kai, Asuka et Kairi Sane) | 6-Women Tag Team match | 8:05  |
| 6                                                                                         | Sami Zayn bat Gunther (c) | Match simple pour le WWE Intercontinental Championship | 15:30 |
| 7                                                                                         | The Bloodline (Roman Reigns et The Rock) (avec Paul Heyman) battent Cody Rhodes et Seth "Freakin" Rollins | Tag Team match Si Cody Rhodes et Seth "Freakin" Rollins gagnent, la Bloodline sera bannie des abords du ring pour le main-event du lendemain soir. En revanche, si Roman Reigns et The Rock gagnent, la stipulation deviendra un Bloodline Rules match. | 44:30 |
| La lettre C placée entre parenthèses désigne la personne ou l’équipe championne en titre. | | |       |

### 7 avril
| Ordre par numéros                                                                         | Résultat | Stipulation(s)                                                                                    | Temps |
| ----------------------------------------------------------------------------------------- | --- | ------------------------------------------------------------------------------------------------- | ----- |
| 1                                                                                         | Drew McIntyre bat Seth "Freakin" Rollins (c) | Match simple pour le World Heavyweight Championship CM Punk sera le commentateur invité du match. | 10:30 |
| 2                                                                                         | Damian Priest bat Drew McIntyre (c) | Match simple pour le World Heavyweight Championship Encaissement de la mallette Money in the Bank | 0:10  |
| 3                                                                                         | The Pride (Bobby Lashley et The Street Profits (Angelo Dawkins et Montez Ford)) (avec B-Fab) battent The Final Testament (Karrion Kross et The Authors of Pain (Akam et Rezar)) (avec Scarlett et Paul Ellering) | Philadelphia Street Fight match Bubba Ray Dudley est l'arbitre spécial du match.                  | 8:35  |
| 4                                                                                         | LA Knight bat AJ Styles | Match simple                                                                                      | 12:25 |
| 5                                                                                         | Logan Paul (c) bat Kevin Owens et Randy Orton | Triple Threat match pour le WWE United States Championship                                        | 17:40 |
| 6                                                                                         | Bayley bat IYO SKY (c) | Match simple pour le WWE Women's Championship                                                     | 14:20 |
| 7                                                                                         | Cody Rhodes bat Roman Reigns (c) (avec Paul Heyman) | Bloodline Rules match pour l'Undisputed WWE Universal Championship                                | 33:25 |
| La lettre C placée entre parenthèses désigne la personne ou l’équipe championne en titre. | |                                                                                                   |       |